# Storå (Suède)
Pour les articles homonymes, voir Stora.
Storå est une localité suédoise située dans la commune de Lindesberg dans le comté d'Örebro, dans la province de Västmanland. Sa population était de 2 010 habitants en 2005.